# Carretera Federal 14D
La Carretera Federal 14D, también conocida como Autopista Siglo XXI es una vía de cuota que recorre el centro del estado de Michoacán desde Uruapan hasta Copándaro, cuenta con una longitud de 124.1 kilómetros y es una alternativa de alta velocidad a la vecina Carretera Federal 14. 
Desde su apertura en 1999 hasta 2015 la carretera trazaba recorrido entre las ciudades de Uruapan y Pátzcuaro. 
En abril de 2015 se inauguró la primera ampliación del tramo con una extensión de 30 kilómetros hasta la Carretera Federal 15, concluyendo el tramo en la localidad de Capula, perteneciente al municipio de Morelia. En octubre de 2016 finalizó la construcción del segundo tramo de ampliación de la vía, con la construcción de 33 kilómetros de carretera entre Capula y la intersección con la Carretera Federal 15D, en el municipio de Copándaro de Galeana, por lo que el tramo entre las localidades de Pátzcuaro y Copándaro pasó a ser conocido de forma alternativa como Libramiento de Morelia, aunque manteniendo la denominación oficial de Carretera Federal 14D.
Las autopistas y carreteras de acceso restringido son parte de la red federal de carreteras y se identifican mediante el uso de la letra “D” añadida al final del número de carretera.

## Michoacán
- Uruapan - Carretera Federal 37
- Zirimicuaro - Carretera Federal 37D
- Ziracuaretiro
- Pátzcuaro - Carretera Federal 120
- Manzanillal - Carretera Federal 14
- Capula - Carretera Federal 15
- Copándaro - Carretera Federal 15D